# Eukoenenia jequitai
Espèce
Eukoenenia jequitai est une espèce de palpigrades de la famille des Eukoeneniidae.

## Distribution
Cette espèce est endémique du Minas Gerais au Brésil. Elle se rencontre à Jequitaí dans la grotte Lapa do Dim.

## Description
La femelle holotype mesure 1,155 mm.

## Publication originale
- Souza & Ferreira, 2020 : Three new cave-dwelling Eukoenenia (Palpigradi: Eukoeneniidae) from limestone caves in Northern Minas Gerais state, Brazil. Zootaxa, no 4808(2), p. 251-283.

## Étymologie
Son nom d'espèce lui a été donné en référence au lieu de sa découverte, Jequitaí.